# FK Dnipro
Pour les articles homonymes, voir Dnipro (homonymie).
Maillots
Le Futbolnyy Klub Dnipro (en ukrainien : Футбольний клуб Дніпро), plus couramment abrégé en FK Dnipro, est un ancien club ukrainien de football fondé en 1918 puis disparu en 2019, et basé dans la ville de Dnipro.
Acteur régulier de la première division soviétique, il remporte notamment le championnat en 1983 puis en 1988, gagnant également la coupe nationale en 1989. Après l'indépendance de l'Ukraine au début des années 1990, le Dnipro s'impose comme un habitué des premières places, bien que ne pouvant jamais faire mieux qu'une deuxième position en 2014, tandis qu'il atteint la finale de la Coupe d'Ukraine à trois reprises en 1995, 1997 et 2004. Des troubles financiers à partir du milieu des années 2010 amènent à sa relégation dans les divisions inférieures puis à sa disparition à l'été 2019, ce qu'il reste alors du club fusionnant avec le SK Dnipro-1.
Sur le plan européen, le Dnipro atteint notamment les quarts de finale de la Coupe des clubs champions en 1985 puis en 1990. Son parcours le plus notable prend cependant place lors de la saison 2014-2015, qui le voit atteindre la finale de la Ligue Europa où il est finalement vaincu par le Séville FC.

## Anciens noms
- 1918-1925 : BRIT (Брянский рабочий индустриальный техникум - Collège industriel des ouvriers de Briansk).
- 1925-1936 : Petrovets (Петровец - du nom du propriétaire Petrovsky de l'usine).
- 1936-1949 : Stal (Сталь - « acier » en russe).
- 1949-1961 : Metallurg (Металлург - « métallurgiste » en russe).
- Depuis 1961 : Dnipro (Днепр en russe ou Днiпрo en ukrainien - du fleuve Dniepr).

## Histoire

### Fondation et premières années (1918-1935)
Le club est fondé en 1918 sous le nom de BRIT (Брянский рабочий индустриальный техникум - Collège industriel des ouvriers de Briansk). Le collège technique d'où l'équipe tire son premier nom se trouvait dans les environs de l'usine de Briansk. L'équipe évoluait alors dans le championnat régional de Iekaterinoslav. Rapidement, la guerre civile remet l'existence du club en question et il est contraint de cesser toute activité jusqu'en 1923, date à laquelle la moitié de l'équipe est mise sous tutelle de l'usine permettant une renaissance de club.
En 1925, représentant l'usine métallurgique de Dnipropetrovsk appartenant à un M. Petrovsky, le club est renommé Petrovets. Il prend alors part aux championnats locaux de la ville qui se tenaient deux fois par an (en automne et au printemps). C'est en 1927 qu'il connait son premier succès en remportant le championnat de printemps. Les victoires sont en revanche rares à partir de la saison suivante et ce durant de nombreuses années.

### Débuts dans le championnat soviétique et montée dans l'élite (1936-1971)
Renommé Stal en 1936, le club intègre l'année suivante la quatrième division soviétique, où il termine neuvième à l'issue de la saison. Restant inactif sur le plan national pour l'année 1938, l'équipe réapparaît au sein de la deuxième division en 1939 et y finit quinzième avant de retomber dans les divisions locales. Elle effectue un nouveau retour au deuxième échelon peu après la Seconde Guerre mondiale en 1946, évoluant quatre saisons au sein des groupes consacrées aux clubs ukrainiens, dont le club atteint notamment la phase finale pour la promotion en 1948 après avoir terminé deuxième du sous-groupe A, où il échoue cependant derrière le Lokomotiv Kharkov.
Se retirant à nouveau des compétitions nationales entre 1950 et 1952, l'équipe renommée Metallourg fait son troisième et dernier retour à cette échelle à partir de 1953, devenant un habitué de la deuxième division au cours des années 1950 et 1960. Devenant le Dniepr à partir de 1961, le club connaît une montée en puissance progressive à partir de la fin des années 1960, qui le voit notamment atteindre la phase finale de promotion en 1969 après avoir remporté le groupe 3, bien qu'échouant finalement derrière le Spartak Ordjonikidzé. Tandis que le deuxième échelon passe à un format à une poule unique dès l'année suivante, le Dniepr termine troisième lors de la saison 1970, échouant à la promotion derrière le Kaïrat Almaty du fait de la différence de buts. Cela n'empêche cependant pas le club de remporter la compétition dès l'année suivante et d'accéder ainsi à la première division pour la première fois de son histoire.

### Vers une finale continentale historique (2012-2015)
Grâce à sa quatrième place derrière les indétrônables Chakhtar Donetsk, Dynamo Kiev et Metalist Kharkiv en 2012, le Dnipro obtient le droit de participer à la Ligue Europa 2012-2013. Après avoir calé deux fois au stade des qualifications, les Guerriers de la Lumière franchissent l'écueil pour la première fois face au Slovan Liberec après deux matchs riches en buts (4-2 ; 2-2). Tombés dans le groupe du PSV Eindhoven, du SSC Naples et de l'AIK Solna, les Dniepriens ne sont qu'outsiders du groupe. Pourtant, les Ukrainiens surprennent tous les observateurs. Ils terminent premiers du groupe à l'issue d'un quasi sans-faute avec une seule défaite sur le terrain de Naples (2-4). Les deux victoires contre le PSV (2-0 ; 2-1) et les Italiens (3-1) ont marqué les esprits. Opposés au FC Bâle en seizièmes de finale, le Dnipro déçoit, essuyant un revers en terre suisse (0-2). La qualification au tour suivant étant compromise, les Guerriers de la Lumière reçoivent au match retour. Le match accouche d'un score de parité et le Dnipro est éliminé de la compétition contre la future révélation suisse.
Sur la scène nationale, Dnipropetrovsk termine encore quatrième du championnat avec un bilan légèrement meilleur que la saison précédente. Il devra néanmoins disputer de nouveau les barrages la saison suivante.
En 2013-2014, le Dnipro écarte les Estoniens du Nomme Kalju pour retrouver la phase de groupe où il est versé par le tirage dans un groupe déséquilibré contenant l'ACF Fiorentina (1-2 ; 1-2), les Paços de Ferreira (2-0 ; 2-0) et le Pandurii Targu Jiu (4-1 ; 1-0). Malgré deux défaites sans démériter contre les favoris italiens, le Dniepr s'extrait du groupe avec facilité et doit affronter Tottenham Hotspur au tour suivant. Vainqueurs au match aller (1-0), les Ukrainiens ouvrent le score au retour mais sont éliminés en encaissant trois buts après avoir été victimes de l'expulsion, jugée injustifiée, de Roman Zozulya (1-3). C'est dans la polémique que le Dnipro quitte la compétition.
Sur le plan national, les Sinie Bielo-Golobuie franchissent un cap en terminant deuxièmes du championnat ukrainien. Au cours de la saison, ils défaits plusieurs poids lourds ukrainiens, en premier lieu un succès de prestige sur la pelouse du Chakhtar Donetsk (2-0). Ils se qualifient donc pour les qualifications à la prochaine Ligue des champions. C'est sur une bonne note que l'entraîneur Juande Ramos dit ses adieux au Dnipro qu'il a totalement relancé sur les dernières années.
Lors de la saison 2014-2015, c'est sous la houlette de l'Ukraine Myron Markevych que les Bleus-et-Blancs vont poursuivre l'aventure. Cet entraîneur est célèbre en Ukraine pour son coaching jugé particulièrement payant pendant des années au Metalist Kharkiv. En raison de la crise ukrainienne et de la guerre du Donbass, le Dnipro voit ses rencontres européennes délocalisées à Kiev et ne jouera pas dans ses bases. Au troisième tour préliminaire de la Ligue des champions, le Dnipro Dnipropetrovsk est opposé au FC Copenhague, un adversaire a priori abordable, mais les Ukrainiens manquent de réalisme et concèdent le nul à l'aller (0-0) avant de s'incliner au retour (2-0). Le Dnipro devra donc se contenter une nouvelle fois de la Ligue Europa. Vainqueurs sans briller de l'Hajduk Split en barrages, les Guerriers de la Lumière connaissent un début de saison désastreux sur la scène européenne à l'inverse complet des saisons précédentes. Défaits à domicile par une équipe de l'Inter Milan loin d'être à son meilleur niveau (0-1) et surtout les modestes Azerbaïdjanais du Qarabağ Ağdam (0-1), les Ukrainiens n'ont remporté qu'un seul point sur la pelouse de l'AS Saint-Étienne (0-0). Le Dnipro remonte la pente sur le tard. Il s'impose en Azerbaïdjan, prenant sa revanche sur Qarabag et manque de peu de s'offrir l'Inter à Milan. Malgré l'ouverture du score précoce des Ukrainiens, Yevhen Konoplyanka manque un penalty et le Dnipro est puni immédiatement ensuite avec l'égalisation italienne. Les Italiens remportent finalement le match (1-2). Lors de la dernière journée, l'Inter Milan est assuré de terminer en première place, mais le Dnipro, Qarabag et Saint-Étienne se tiennent en un seul point. Une victoire du Dnipro contre l'ASSE et non-victoire de Qarabag enverrait les Ukrainiens au stade suivant. Le scénario se produit bien mais avec une grosse frayeur. Même si le Dnipro a battu Sainté (1-0), les Guerriers de la Lumière ont vu Qarabag se faire refuser de façon injustifiée un but en toute fin de match contre l'Inter Milan. Au terme d'une phase de groupe très difficile, le Dnipro est qualifié pour la phase finale.

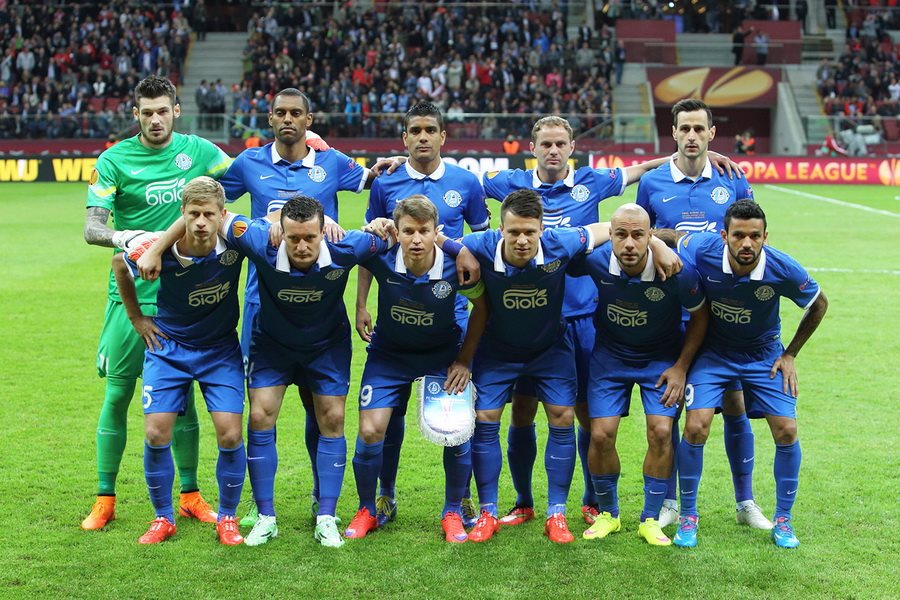
Photo d'équipe lors de la finale de la Ligue Europa 2014-2015.

Durant la phase finale, le Dnipro va successivement éliminer des équipes considérées supérieures et se hisser jusqu'en finale de la Ligue Europa de façon inattendue sans jouer un seul match dans son stade. Contre l'Olympiakos en seizièmes, le Dnipro brille au match aller et assure au retour (2-0 ; 2-2) alors que les Grecs avaient battu des adversaires de prestiges comme la Juventus de Turin, future finaliste de la Ligue des champions. En huitièmes, les Ukrainiens éliminent l'Ajax Amsterdam en s'imposant au match aller (1-0) avant d'arracher après prolongations la qualification au match retour au bénéfice du but inscrit à l'extérieur malgré l'absence de nombreux cadres (1-2). En quarts, le Dnipro défait le FC Bruges encore en position d'outsider grâce à un but de Chakhov au match retour (1-0) après avoir été cherché le nul en Belgique (0-0). En demi-finale, les Ukrainiens retrouvent le SSC Naples qu'ils avaient surclassés lors de la saison 2012-2013. Réalistes en Italie, le Dnipro arrache le nul et se place en position favorable bien que le but égalisateur soit entaché d'un hors-jeu (1-1). Au match retour dans un Stade olympique de Kiev plein à craquer et dans une ambiance mémorable, Yevhen Seleznyov inscrit le but d'une victoire sensationnelle qui expédie le club en finale de la Ligue Europa, une grande première dans son histoire.
Le 27 mai 2015, Dnipro rencontre le FC Séville en finale de Ligue Europa. Malgré une entame de match réussie avec l'ouverture du score rapide de Nikola Kalinić puis l'égalisation de Ruslan Rotan, le club ukrainien ne parviendra pas à dompter les assauts fulgurants de l'équipe espagnole. Il s'inclinera finalement en ayant marqué les esprits au terme d'une finale spectaculaire et d'un parcours exemplaire (2-3). Malgré la défaite en finale, le Dnipro a été massivement louangé à travers le monde footballistique pour s'être hissé jusqu'en finale sans avoir joué un seul match dans son stade avec ses supporters et pour avoir offert une finale exceptionnellement spectaculaire.

### Crise financière, chute et disparition (2015-2019)
Après la défaite en finale, le Dnipro va rencontrer une ère de difficultés. Le propriétaire du club Igor Kolomoisky est gravement atteint financièrement par la crise ukrainienne. En conséquence, il décide de ne plus investir dans le club. Yevhen Konoplyanka, le grand héros du parcours européen, s'en va pour rejoindre le FC Séville après un feuilleton rocambolesque et sans rapporter un seul sou au Dnipro. Jaba Kankava, envieux de découvrir « l'un des cinq grands championnats européens », choisit de rejoindre la Ligue 1 et de signer au Stade de Reims. Nikola Kalinić rejoint de son côté la Fiorentina pour un chèque de 5 millions d'euros. Ces départs ne sont pas remplacés, à cause de la décision de Kolomoisky et de sa situation financière. Les salaires resteront impayés pendant des mois et les premières performances du clubs seront non-convaincantes. La saison 2016-2017 est désastreuse pour le Dnipro qui reçoit douze points de pénalités avant le début du championnat, le club est contraint de vendre plus de la moitié de ses joueurs pour pourvoir renflouer les caisses du club, le Dnipro est rétrogradé en troisième division pour la première fois de son histoire.
Rétrogradé en quatrième division, le club est finalement dissout à l'issue de la saison 2018-2019, ce qu'il en reste fusionnant avec le SK Dnipro-1, tout juste promu en première division.

## Bilan sportif

### Palmarès
| Période ukrainienne | Période soviétique |
| --- | --- |
| - Ligue Europa - Finaliste : 2015. - Championnat d'Ukraine - Vice-champion : 1993, 2014. - Coupe d'Ukraine - Finaliste : 1995, 1997, 2004. | - Coupe des clubs champions européens - Meilleure performance : quart de finaliste en 1985, 1990. - Championnat d'Union soviétique (2) - Champion : 1983, 1988. - Vice-champion : 1987, 1989. - Coupe d'Union soviétique (1) - Vainqueur : 1989. - Supercoupe d'Union soviétique (1) - Vainqueur : 1988. - Finaliste : 1983. - Coupe de la fédération soviétique (2) - Vainqueur : 1986, 1989. - Finaliste : 1990. - Championnat d'Union soviétique de deuxième division (1) - Champion : 1971. |

### Classements en championnat
La frise ci-dessous résume les classements successifs du club en championnat d'Union soviétique.
La frise ci-dessous résume les classements successifs du club en championnat d'Ukraine.

### Bilan par saison
Légende
- Vainqueur de la compétition
- Vice-champion ou finaliste de la compétition
- Troisième de la compétition
- Promu en division supérieure
- Relégué en division inférieure

#### Période soviétique
| Saison           | Championnat             | Championnat             | Championnat             | Championnat             | Championnat             | Championnat             | Championnat             | Championnat             | Championnat             | Championnat             | Coupe d'URSS            |
| Saison           | Division                | Pos                     | Pts                     | J                       | V                       | N                       | D                       | BP                      | BC                      | Diff                    | Coupe d'URSS            |
| ---------------- | ----------------------- | ----------------------- | ----------------------- | ----------------------- | ----------------------- | ----------------------- | ----------------------- | ----------------------- | ----------------------- | ----------------------- | ----------------------- |
| 1936             | —                       | —                       | —                       | —                       | —                       | —                       | —                       | —                       | —                       | —                       | Deuxième tour           |
| 1937             | 4e                      | 9e                      | 21                      | 11                      | 3                       | 4                       | 4                       | 20                      | 27                      | -7                      | Premier tour            |
| 1938             | —                       | —                       | —                       | —                       | —                       | —                       | —                       | —                       | —                       | —                       | Premier tour Q          |
| 1939             | 2e                      | 15e                     | 19                      | 22                      | 6                       | 7                       | 9                       | 27                      | 37                      | -10                     | Seizièmes de finale     |
| 1940-1945        | Seconde Guerre mondiale | Seconde Guerre mondiale | Seconde Guerre mondiale | Seconde Guerre mondiale | Seconde Guerre mondiale | Seconde Guerre mondiale | Seconde Guerre mondiale | Seconde Guerre mondiale | Seconde Guerre mondiale | Seconde Guerre mondiale | Seconde Guerre mondiale |
| 1946             | 2e Sud                  | 4e                      | 30                      | 24                      | 11                      | 8                       | 5                       | 54                      | 35                      | +19                     | —                       |
| 1947             | 2e Ukraine              | 4e                      | 30                      | 24                      | 11                      | 8                       | 5                       | 54                      | 35                      | +19                     | Quatrième tour Q        |
| 1948             | 2e Ukraine A            | 2e                      | 20                      | 14                      | 9                       | 2                       | 3                       | 34                      | 24                      | +10                     | —                       |
| 1949             | 2e Ukraine              | 9e                      | 36                      | 34                      | 16                      | 4                       | 14                      | 54                      | 56                      | -2                      | Deuxième tour Q         |
| 1950-1952        | Club inactif            | Club inactif            | Club inactif            | Club inactif            | Club inactif            | Club inactif            | Club inactif            | Club inactif            | Club inactif            | Club inactif            | Club inactif            |
| 1953             | 2e                      | 22e                     | 10                      | 16                      | 4                       | 2                       | 10                      | 19                      | 35                      | -16                     | Seizièmes de finale     |
| 1954             | 2e Zone 3               | 4e                      | 25                      | 22                      | 8                       | 9                       | 5                       | 30                      | 27                      | +3                      | Demi-finales            |
| 1955             | 2e Zone 1               | 10e                     | 30                      | 30                      | 14                      | 2                       | 14                      | 53                      | 47                      | +6                      | Quatrième tour Q        |
| 1956             | 2e Zone 1               | 14e                     | 29                      | 34                      | 10                      | 9                       | 15                      | 40                      | 58                      | -18                     | —                       |
| 1957             | 2e Zone 2               | 4e                      | 42                      | 34                      | 17                      | 8                       | 9                       | 65                      | 43                      | +22                     | Troisième tour Q        |
| 1958             | 2e Zone 2               | 9e                      | 33                      | 30                      | 14                      | 5                       | 11                      | 52                      | 45                      | +7                      | Quatrième tour Q        |
| 1959             | 2e Zone 1               | 4e                      | 34                      | 28                      | 14                      | 6                       | 8                       | 47                      | 37                      | +10                     | —                       |
| 1960             | 2e Ukraine 2            | 8e                      | 37                      | 36                      | 14                      | 9                       | 13                      | 53                      | 44                      | +9                      | Premier tour Q          |
| 1961             | 2e Ukraine 2            | 14e                     | 32                      | 36                      | 11                      | 10                      | 15                      | 35                      | 40                      | -5                      | Premier tour Q          |
| 1962             | 2e Ukraine              | 11e                     | 37                      | 34                      | 11                      | 15                      | 8                       | 46                      | 39                      | +7                      | Deuxième tour Q         |
| 1963             | 2e                      | 8e                      | 36                      | 34                      | 13                      | 10                      | 11                      | 36                      | 34                      | +2                      | Deuxième tour           |
| 1964             | 2e                      | 22e                     | 35                      | 38                      | 12                      | 11                      | 15                      | 35                      | 41                      | -6                      | Deuxième tour           |
| 1965             | 2e                      | 8e                      | 31                      | 30                      | 11                      | 9                       | 10                      | 28                      | 27                      | +1                      | Deuxième tour           |
| 1966             | 2e Groupe 2             | 8e                      | 34                      | 34                      | 11                      | 12                      | 11                      | 33                      | 27                      | +6                      | Deuxième tour           |
| 1967             | 2e Groupe 2             | 4e                      | 46                      | 38                      | 18                      | 10                      | 10                      | 49                      | 36                      | +13                     | Deuxième tour           |
| 1968             | 2e Groupe 2             | 3e                      | 54                      | 40                      | 19                      | 16                      | 5                       | 50                      | 27                      | +23                     | Premier tour            |
| 1969             | 2e Groupe 2             | 1er                     | 57                      | 42                      | 24                      | 9                       | 9                       | 73                      | 39                      | +34                     | Deuxième tour           |
| 1970             | 2e                      | 3e                      | 61                      | 42                      | 26                      | 9                       | 7                       | 58                      | 25                      | +23                     | Deuxième tour           |
| 1971             | 2e                      | 1er                     | 63                      | 42                      | 27                      | 9                       | 6                       | 83                      | 30                      | +53                     | Seizièmes de finale     |
| 1972             | 1re                     | 6e                      | 34                      | 30                      | 12                      | 10                      | 8                       | 37                      | 37                      | 0                       | Huitièmes de finale     |
| 1973             | 1re                     | 8e                      | 26                      | 30                      | 9                       | 9                       | 12                      | 36                      | 40                      | -4                      | Demi-finales            |
| 1974             | 1re                     | 10e                     | 29                      | 30                      | 9                       | 11                      | 10                      | 31                      | 39                      | -8                      | Quarts de finale        |
| 1975             | 1re                     | 7e                      | 31                      | 30                      | 10                      | 11                      | 9                       | 33                      | 30                      | +3                      | Seizièmes de finale     |
| 1976 (printemps) | 1re                     | 11e                     | 14                      | 15                      | 6                       | 2                       | 7                       | 18                      | 18                      | 0                       | Demi-finales            |
| 1976 (automne)   | 1re                     | 13e                     | 14                      | 15                      | 6                       | 2                       | 7                       | 12                      | 17                      | -5                      | Demi-finales            |
| 1977             | 1re                     | 12e                     | 27                      | 30                      | 9                       | 9                       | 12                      | 24                      | 31                      | -7                      | Huitièmes de finale     |
| 1978             | 1re                     | 16e                     | 21                      | 30                      | 9                       | 3                       | 18                      | 25                      | 39                      | -14                     | Seizièmes de finale     |
| 1979             | 2e                      | 17e                     | 44                      | 46                      | 16                      | 14                      | 16                      | 57                      | 60                      | -3                      | Phase de groupes        |
| 1980             | 2e                      | 2e                      | 62                      | 46                      | 27                      | 8                       | 11                      | 60                      | 47                      | +13                     | Phase de groupes        |
| 1981             | 1re                     | 8e                      | 32                      | 34                      | 12                      | 8                       | 14                      | 42                      | 53                      | -11                     | Phase de groupes        |
| 1982             | 1re                     | 9e                      | 32                      | 34                      | 11                      | 12                      | 11                      | 34                      | 38                      | -4                      | Demi-finales            |
| 1983             | 1re                     | 1er                     | 49                      | 34                      | 22                      | 5                       | 7                       | 63                      | 36                      | +27                     | Quarts de finale        |
| 1984             | 1re                     | 3e                      | 42                      | 34                      | 17                      | 8                       | 9                       | 54                      | 40                      | +14                     | Huitièmes de finale     |
| 1985             | 1re                     | 3e                      | 42                      | 34                      | 16                      | 11                      | 7                       | 71                      | 41                      | +30                     | Quarts de finale        |
| 1986             | 1re                     | 11e                     | 28                      | 30                      | 8                       | 12                      | 10                      | 41                      | 41                      | 0                       | Seizièmes de finale     |
| 1987             | 1re                     | 2e                      | 39                      | 30                      | 15                      | 9                       | 6                       | 42                      | 22                      | +20                     | Seizièmes de finale     |
| 1988             | 1re                     | 1er                     | 46                      | 30                      | 18                      | 10                      | 2                       | 49                      | 23                      | +26                     | Demi-finales            |
| 1989             | 1re                     | 2e                      | 42                      | 30                      | 18                      | 6                       | 6                       | 47                      | 27                      | +20                     | Vainqueur               |
| 1990             | 1re                     | 6e                      | 28                      | 24                      | 11                      | 6                       | 7                       | 39                      | 26                      | +13                     | Seizièmes de finale     |
| 1991             | 1re                     | 9e                      | 28                      | 30                      | 9                       | 10                      | 11                      | 31                      | 36                      | -5                      | Huitièmes de finale     |
| 1991             | 1re                     | 9e                      | 28                      | 30                      | 9                       | 10                      | 11                      | 31                      | 36                      | -5                      | Huitièmes de finale     |

#### Période ukrainienne
| Saison    | Championnat | Championnat | Championnat | Championnat | Championnat | Championnat | Championnat | Championnat | Championnat | Championnat | Coupe d'Ukraine     |
| Saison    | Division    | Pos         | Pts         | J           | V           | N           | D           | BP          | BC          | Diff        | Coupe d'Ukraine     |
| --------- | ----------- | ----------- | ----------- | ----------- | ----------- | ----------- | ----------- | ----------- | ----------- | ----------- | ------------------- |
| 1992      | 1re         | 3e          | 23          | 18          | 10          | 3           | 5           | 26          | 15          | +11         | Quarts de finale    |
| 1992-1993 | 1re         | 2e          | 44          | 30          | 18          | 8           | 4           | 51          | 20          | +31         | Huitièmes de finale |
| 1993-1994 | 1re         | 4e          | 41          | 34          | 16          | 9           | 9           | 53          | 35          | +18         | Quarts de finale    |
| 1994-1995 | 1re         | 3e          | 65          | 34          | 19          | 8           | 7           | 60          | 33          | +27         | Finale              |
| 1995-1996 | 1re         | 3e          | 63          | 34          | 19          | 6           | 9           | 65          | 34          | +31         | Quarts de finale    |
| 1996-1997 | 1re         | 4e          | 55          | 30          | 14          | 13          | 3           | 48          | 19          | +29         | Finale              |
| 1997-1998 | 1re         | 4e          | 55          | 30          | 17          | 4           | 9           | 47          | 27          | +20         | Quarts de finale    |
| 1998-1999 | 1re         | 12e         | 32          | 30          | 9           | 5           | 16          | 28          | 46          | -18         | Huitièmes de finale |
| 1999-2000 | 1re         | 11e         | 33          | 30          | 8           | 9           | 13          | 26          | 52          | -26         | Huitièmes de finale |
| 2000-2001 | 1re         | 3e          | 55          | 26          | 17          | 4           | 5           | 37          | 18          | +19         | Demi-finales        |
| 2001-2002 | 1re         | 6e          | 40          | 26          | 11          | 7           | 8           | 30          | 20          | +10         | Demi-finales        |
| 2002-2003 | 1re         | 4e          | 59          | 30          | 18          | 5           | 7           | 48          | 27          | +21         | Demi-finales        |
| 2003-2004 | 1re         | 3e          | 57          | 30          | 16          | 9           | 5           | 44          | 23          | +21         | Finale              |
| 2004-2005 | 1re         | 4e          | 48          | 30          | 13          | 9           | 8           | 38          | 34          | +4          | Demi-finales        |
| 2005-2006 | 1re         | 6e          | 43          | 30          | 11          | 10          | 9           | 33          | 23          | +10         | Huitièmes de finale |
| 2006-2007 | 1re         | 4e          | 47          | 30          | 11          | 14          | 5           | 32          | 24          | +8          | Quarts de finale    |
| 2007-2008 | 1re         | 4e          | 59          | 30          | 18          | 5           | 7           | 40          | 27          | +13         | Seizièmes de finale |
| 2008-2009 | 1re         | 6e          | 48          | 30          | 13          | 9           | 8           | 34          | 25          | +9          | Huitièmes de finale |
| 2009-2010 | 1re         | 4e          | 54          | 30          | 15          | 9           | 6           | 48          | 25          | +23         | Quarts de finale    |
| 2010-2011 | 1re         | 4e          | 57          | 30          | 16          | 9           | 5           | 46          | 20          | +26         | Demi-finales        |
| 2011-2012 | 1re         | 4e          | 52          | 30          | 15          | 7           | 8           | 52          | 35          | +17         | Huitièmes de finale |
| 2012-2013 | 1re         | 4e          | 56          | 30          | 16          | 8           | 6           | 54          | 27          | +27         | Demi-finales        |
| 2013-2014 | 1re         | 2e          | 59          | 28          | 18          | 5           | 5           | 56          | 28          | +28         | Huitièmes de finale |
| 2014-2015 | 1re         | 3e          | 54          | 26          | 16          | 6           | 4           | 47          | 17          | +30         | Demi-finales        |
| 2015-2016 | 1re         | 3e          | 53          | 26          | 16          | 5           | 5           | 50          | 22          | +28         | Demi-finales        |
| 2016-2017 | 1re         | 11e         | 13-24       | 32          | 8           | 13          | 11          | 31          | 40          | -9          | Demi-finales        |
| 2017-2018 | 3e          | 8e          | 37-18       | 33          | 16          | 7           | 10          | 57          | 34          | +23         | Premier tour        |
| 2018-2019 | 4e          | 8e          | 24-9        | 22          | 10          | 3           | 9           | 35          | 27          | +8          | —                   |

### Bilan européen
Légende
- Victoire ou qualification pour le tour suivant
- Match nul
- Défaite ou élimination de la compétition

Note : dans les résultats ci-dessous, le score du club est toujours donné en premier.
| Saison                                         | Compétition                                    | Tour                                           | Club                                           | Domicile                                       | Extérieur                                      | Total                                          |
| Représentant de l'Union soviétique (1984-1991) | Représentant de l'Union soviétique (1984-1991) | Représentant de l'Union soviétique (1984-1991) | Représentant de l'Union soviétique (1984-1991) | Représentant de l'Union soviétique (1984-1991) | Représentant de l'Union soviétique (1984-1991) | Représentant de l'Union soviétique (1984-1991) |
| ---------------------------------------------- | ---------------------------------------------- | ---------------------------------------------- | ---------------------------------------------- | ---------------------------------------------- | ---------------------------------------------- | ---------------------------------------------- |
| 1984-1985                                      | Coupe des clubs champions                      | Premier tour                                   | Trabzonspor                                    | 3 - 0                                          | 0 - 1                                          | 3 - 1                                          |
| 1984-1985                                      | Coupe des clubs champions                      | Deuxième tour                                  | Levski Sofia                                   | 2 - 0                                          | 1 - 3                                          | 3E - 3                                         |
| 1984-1985                                      | Coupe des clubs champions                      | Quarts de finale                               | Girondins de Bordeaux                          | 1 - 1 ap                                       | 1 - 1                                          | 2 - 2 (3 - 5 tab)                              |
| 1985-1986                                      | Coupe UEFA                                     | Premier tour                                   | Wismut Aue                                     | 2 - 1                                          | 3 - 1                                          | 5 - 2                                          |
| 1985-1986                                      | Coupe UEFA                                     | Deuxième tour                                  | PSV Eindhoven                                  | 1 - 0                                          | 2 - 2                                          | 3 - 2                                          |
| 1985-1986                                      | Coupe UEFA                                     | Troisième tour                                 | Hajduk Split                                   | 0 - 1                                          | 0 - 2                                          | 0 - 3                                          |
| 1986-1987                                      | Coupe UEFA                                     | Premier tour                                   | Legia Varsovie                                 | 0 - 0                                          | 0 - 1                                          | 0 - 1                                          |
| 1988-1989                                      | Coupe UEFA                                     | Premier tour                                   | Girondins de Bordeaux                          | 1 - 1                                          | 1 - 2                                          | 2 - 3                                          |
| 1989-1990                                      | Coupe des clubs champions                      | Premier tour                                   | Linfield FC                                    | 2 - 1                                          | 1 - 0                                          | 3 - 1                                          |
| 1989-1990                                      | Coupe des clubs champions                      | Deuxième tour                                  | Swarovski Tirol                                | 2 - 0                                          | 2 - 2                                          | 4 - 2                                          |
| 1989-1990                                      | Coupe des clubs champions                      | Quarts de finale                               | Benfica Lisbonne                               | 0 - 1                                          | 0 - 3                                          | 0 - 4                                          |
| 1990-1991                                      | Coupe UEFA                                     | Premier tour                                   | Heart of Midlothian                            | 1 - 1                                          | 1 - 3                                          | 2 - 4                                          |
| Représentant de l'Ukraine (depuis 1992)        |                                                |                                                |                                                |                                                |                                                |                                                |
| 1993-1994                                      | Coupe UEFA                                     | Premier tour                                   | Admira Wacker Mödling                          | 1 - 0                                          | 3 - 2                                          | 4 - 2                                          |
| 1993-1994                                      | Coupe UEFA                                     | Deuxième tour                                  | Eintracht Francfort                            | 1 - 0                                          | 0 - 2                                          | 1 - 2                                          |
| 1997-1998                                      | Coupe UEFA                                     | Premier tour Q                                 | FC Erevan                                      | 6 - 1                                          | 2 - 0                                          | 8 - 1                                          |
| 1997-1998                                      | Coupe UEFA                                     | Deuxième tour Q                                | Alania Vladikavkaz                             | 1 - 2                                          | 1 - 4                                          | 2 - 6                                          |
| 2001-2002                                      | Coupe UEFA                                     | Premier tour                                   | ACF Fiorentina                                 | 0 - 0                                          | 1 - 2                                          | 1 - 2                                          |
| 2003-2004                                      | Coupe UEFA                                     | Tour préliminaire                              | FC Vaduz                                       | 1 - 0                                          | 1 - 0                                          | 2 - 0                                          |
| 2003-2004                                      | Coupe UEFA                                     | Premier tour                                   | Hambourg SV                                    | 3 - 0                                          | 1 - 2                                          | 4 - 2                                          |
| 2003-2004                                      | Coupe UEFA                                     | Deuxième tour                                  | Dinamo Zagreb                                  | 1 - 1                                          | 2 - 0                                          | 3 - 1                                          |
| 2003-2004                                      | Coupe UEFA                                     | Troisième tour                                 | Olympique de Marseille                         | 0 - 0                                          | 0 - 1                                          | 0 - 1                                          |
| 2004-2005                                      | Coupe UEFA                                     | Deuxième tour Q                                | MFK Petržalka                                  | 1 - 0                                          | 1 - 0                                          | 2 - 0                                          |
| 2004-2005                                      | Coupe UEFA                                     | Premier tour                                   | Maccabi Haïfa                                  | 3 - 0                                          | 1 - 2                                          | 4 - 2                                          |
| 2004-2005                                      | Coupe UEFA                                     | Groupe C                                       | Club Bruges                                    | 3 - 2                                          | N/A                                            | Premier                                        |
| 2004-2005                                      | Coupe UEFA                                     | Groupe C                                       | FC Utrecht                                     | N/A                                            | 2 - 1                                          | Premier                                        |
| 2004-2005                                      | Coupe UEFA                                     | Groupe C                                       | Austria Vienne                                 | 1 - 0                                          | N/A                                            | Premier                                        |
| 2004-2005                                      | Coupe UEFA                                     | Groupe C                                       | Real Saragosse                                 | N/A                                            | 1 - 2                                          | Premier                                        |
| 2004-2005                                      | Coupe UEFA                                     | Huitièmes de finale                            | Partizan Belgrade                              | 0 - 1                                          | 2 - 2                                          | 2 - 3                                          |
| 2005-2006                                      | Coupe UEFA                                     | Deuxième tour Q                                | Banants Erevan                                 | 4 - 0                                          | 4 - 2                                          | 8 - 2                                          |
| 2005-2006                                      | Coupe UEFA                                     | Premier tour                                   | Hibernian FC                                   | 5 - 1                                          | 0 - 0                                          | 5 - 1                                          |
| 2005-2006                                      | Coupe UEFA                                     | Groupe D                                       | AZ Alkmaar                                     | 1 - 2                                          | N/A                                            | Quatrième                                      |
| 2005-2006                                      | Coupe UEFA                                     | Groupe D                                       | Middlesbrough FC                               | N/A                                            | 0 - 3                                          | Quatrième                                      |
| 2005-2006                                      | Coupe UEFA                                     | Groupe D                                       | Litex Lovetch                                  | 0 - 2                                          | N/A                                            | Quatrième                                      |
| 2005-2006                                      | Coupe UEFA                                     | Groupe D                                       | Grasshoppers Zurich                            | N/A                                            | 3 - 2                                          | Quatrième                                      |
| 2007-2008                                      | Coupe UEFA                                     | Deuxième tour Q                                | GKS Bełchatów                                  | 1 - 1                                          | 4 - 2                                          | 5 - 3                                          |
| 2007-2008                                      | Coupe UEFA                                     | Premier tour                                   | Aberdeen FC                                    | 1 - 1                                          | 0 - 0                                          | 1 - 1E                                         |
| 2008-2009                                      | Coupe UEFA                                     | Deuxième tour Q                                | AC Bellinzone                                  | 3 - 2                                          | 1 - 2                                          | 4 - 4E                                         |
| 2010-2011                                      | Ligue Europa                                   | Troisième tour Q                               | Spartak Subotica                               | 2 - 0                                          | 1 - 2                                          | 3 - 2                                          |
| 2010-2011                                      | Ligue Europa                                   | Barrages Q                                     | Lech Poznań                                    | 0 - 1                                          | 0 - 0                                          | 0 - 1                                          |
| 2011-2012                                      | Ligue Europa                                   | Barrages Q                                     | Fulham FC                                      | 1 - 0                                          | 0 - 3                                          | 1 - 3                                          |
| 2012-2013                                      | Ligue Europa                                   | Barrages Q                                     | Slovan Liberec                                 | 4 - 2                                          | 2 - 2                                          | 6 - 4                                          |
| 2012-2013                                      | Ligue Europa                                   | Groupe F                                       | PSV Eindhoven                                  | 2 - 0                                          | 2 - 1                                          | Premier                                        |
| 2012-2013                                      | Ligue Europa                                   | Groupe F                                       | SSC Naples                                     | 3 - 1                                          | 2 - 4                                          | Premier                                        |
| 2012-2013                                      | Ligue Europa                                   | Groupe F                                       | AIK Solna                                      | 4 - 0                                          | 3 - 2                                          | Premier                                        |
| 2012-2013                                      | Ligue Europa                                   | Seizièmes de finale                            | FC Bâle                                        | 1 - 1                                          | 0 - 2                                          | 1 - 2                                          |
| 2013-2014                                      | Ligue Europa                                   | Barrages Q                                     | Nõmme Kalju                                    | 2 - 0                                          | 3 - 1                                          | 5 - 1                                          |
| 2013-2014                                      | Ligue Europa                                   | Groupe E                                       | ACF Fiorentina                                 | 1 - 2                                          | 1 - 2                                          | Deuxième                                       |
| 2013-2014                                      | Ligue Europa                                   | Groupe E                                       | Paços de Ferreira                              | 2 - 0                                          | 2 - 0                                          | Deuxième                                       |
| 2013-2014                                      | Ligue Europa                                   | Groupe E                                       | Pandurii Târgu Jiu                             | 4 - 1                                          | 1 - 0                                          | Deuxième                                       |
| 2013-2014                                      | Ligue Europa                                   | Seizièmes de finale                            | Tottenham Hotspur                              | 1 - 0                                          | 1 - 3                                          | 2 - 3                                          |
| 2014-2015                                      | Ligue des champions                            | Troisième tour Q                               | FC Copenhague                                  | 0 - 0                                          | 0 - 2                                          | 0 - 2                                          |
| 2014-2015                                      | Ligue Europa                                   | Barrages Q                                     | Hajduk Split                                   | 2 - 1                                          | 0 - 0                                          | 2 - 1                                          |
| 2014-2015                                      | Ligue Europa                                   | Groupe F                                       | Inter Milan                                    | 0 - 1                                          | 1 - 2                                          | Deuxième                                       |
| 2014-2015                                      | Ligue Europa                                   | Groupe F                                       | AS Saint-Étienne                               | 1 - 0                                          | 0 - 0                                          | Deuxième                                       |
| 2014-2015                                      | Ligue Europa                                   | Groupe F                                       | Qarabağ FK                                     | 0 - 1                                          | 2 - 1                                          | Deuxième                                       |
| 2014-2015                                      | Ligue Europa                                   | Seizièmes de finale                            | Olympiakos                                     | 2 - 0                                          | 2 - 2                                          | 4 - 2                                          |
| 2014-2015                                      | Ligue Europa                                   | Huitièmes de finale                            | Ajax Amsterdam                                 | 1 - 0                                          | 1 - 2                                          | 2E - 2                                         |
| 2014-2015                                      | Ligue Europa                                   | Quarts de finale                               | Club Bruges                                    | 1 - 0                                          | 0 - 0                                          | 1 - 0                                          |
| 2014-2015                                      | Ligue Europa                                   | Demi-finales                                   | SSC Naples                                     | 1 - 0                                          | 1 - 1                                          | 2 - 1                                          |
| 2014-2015                                      | Ligue Europa                                   | Finale                                         | Séville FC                                     | 2 - 3                                          | 2 - 3                                          | 2 - 3                                          |
| 2015-2016                                      | Ligue Europa                                   | Groupe G                                       | Lazio Rome                                     | 1 - 1                                          | 1 - 3                                          | Troisième                                      |
| 2015-2016                                      | Ligue Europa                                   | Groupe G                                       | AS Saint-Étienne                               | 0 - 1                                          | 0 - 3                                          | Troisième                                      |
| 2015-2016                                      | Ligue Europa                                   | Groupe G                                       | Rosenborg BK                                   | 3 - 0                                          | 1 - 0                                          | Troisième                                      |

## Personnalités du club

### Entraîneurs
La liste suivante présente les différents entraîneurs connus du club.
- Jules Limbeck (1936)
- Antonín Fivébr (en) (1937)
- Aleksandr Serdioukov (1939)
- Nikolaï Goutarev (1946)
- Piotr Bespalov (1946)
- Ivan Loukine (1947)
- Mykola Louchtchytsky (1948)
- Ivan Loukine (1949)
- Grigori Balaba (janvier 1953-août 1953)
- Mykola Louchtchytsky (août 1953-août 1954)
- Sergueï Golod (septembre 1954-décembre 1954)
- Vsevolod Radikorski (ru) (1955)
- Nikolaï Morozov (1956)
- Serafym Kholodkov (uk) (1957-septembre 1960)
- Mikhaïl Kolomiets (septembre 1960-décembre 1960)
- Guennadi Zabeline (ru) (janvier 1961-août 1961)
- Mykhaylo Didevytch (ru) (août 1961-décembre 1961)
- Serafym Kholodkov (uk) (1962)
- Anatoli Zoubritski (uk) (janvier 1963-juillet 1963)
- Leonid Rodos (août 1963-décembre 1963)
- Anatoli Zoubritski (uk) (1964-1966)
- Leonid Rodos (janvier 1967-octobre 1968)
- Valeri Lobanovski (octobre 1968-octobre 1973)
- Viktor Kanevski (octobre 1973-septembre 1977)
- Vadim Ivanov (en) (septembre 1977-juin 1978)
- József Szabó (juin 1978-mai 1979)
- Viktor Loukachenko (uk) (juin 1979-juin 1981)
- Volodymyr Iemets (uk) (juin 1981-décembre 1986)
- Yevhen Kucherevskyi (en) (janvier 1987-mars 1992)
- Mykola Pavlov (en) (mars 1992-décembre 1994)
- Oleksandr Lysenko (en) (janvier 1994-avril 1994)
- Bernd Stange (avril 1995-juin 1996)
- Vyacheslav Hroznyi (en) (juillet 1996-décembre 1997)
- Vadim Tichtchenko (janvier 1998-octobre 1998)
- Volodymyr Kobzarev (en) (octobre 1998-avril 1999)
- Leonid Koltun (en) (avril 1999-juillet 1999)
- Mykola Fedorenko (en) (juillet 1999-octobre 2001)
- Oleksandr Lysenko (en) (octobre 2001-novembre 2001)
- Yevhen Kucherevskyi (en) (janvier 2002-septembre 2005)
- Vadim Tichtchenko (octobre 2005-décembre 2005)
- Oleh Protasov (décembre 2005-août 2008)
- Volodymyr Bezsonov (août 2008-septembre 2010)
- Juande Ramos (octobre 2010-mai 2014)
- Myron Markevych (mai 2014-juin 2016)
- Dmytro Mykhaylenko (en) (juin 2016-juin 2017)
- Oleksandr Poklonskyi (en) (juillet 2017-juillet 2019)

### Joueurs emblématiques
La liste suivante présente des joueurs dont le passage au club a été notable,.
- Serhiy Bashkyrov (en) (1984-1988, 1991)
- Andriy Biba (1968-1969)
- Mykhaylo Didevytch (ru) (1954-1958)
- Andriy Dilaï (uk) (1981-1986)
- Mykola Fedorenko (en) (1982-1985)
- Valeriy Horodov (en) (1985-1992)
- Anatoli Hrynko (uk) (1965-1974)
- Leonid Koltun (en) (1970-1977)
- Petro Koutouzov (uk) (1976-1985)
- Viktor Kouznetsov (uk) (1978-1979, 1982-1986)
- Sergueï Krakovski (1980-1991)
- Mykola Kudrytsky (en) (1985-1991)
- Petro Laïko (uk) (1932-1936, 1946-1948)
- Vladimir Lioutyi (1979-1989)
- Hennadyy Litovchenko (1981-1987)
- Oleksandr Lysenko (en) (1977-1987)
- Vladimir Pilguy (1967-1969)
- Oleksandr Pogoryelov (en) (1981-1983)
- Valeriy Porkuyan (1972-1975)
- Oleh Protasov (1982-1987)
- Serhiy Puchkov (en) (1983-1989)
- Viktor Romaniouk (uk) (1968-1976)
- Roman Schneiderman (uk) (1966-1977)
- Oleh Serebriansky (uk) (1982-1984)
- Yevhen Shakhov (1987-1991)
- Anton Shokh (en) (1986-1989)
- Eduard Son (en) (1988-1991)
- Oleksandr Sorokalet (en) (1985-1989, 1991)
- Oleh Taran (en) (1983-1988, 1994-1995)
- Oleksiy Tcherednik (1983-1989)
- Ivan Vishnevsky (1984-1989)
- Volodymyr Bahmut (en) (1983-1992, 1994-1996)
- Serhiy Bezhenar (en) (1987-1988, 1990-1994)
- Serhiy Diryavka (en) (1991-1996)
- Artem Fedetskyi (2012-2016)
- Oleksandr Hrytsay (1999-2009)
- Maksym Kalynychenko (1996-1999, 2008-2011)
- Volodymyr Herashchenko (en) (1984-1990, 1999-2003)
- Vyacheslav Kernozenko (2004-2009)
- Yevhen Konoplyanka (2007-2015)
- Ruslan Kostyshyn (en) (2002-2007)
- Hennadi Kozar (uk) (1995-2002)
- Artem Kusliy (en) (1998-2007)
- Serhiy Kravchenko (2010-2017)
- Yuriy Maksymov (en) (1992-1994)
- Roman Maksymyuk (2001-2005)
- Serhiy Matyukhin (en) (1997-2010)
- Mykola Medin (en) (1988-1995, 1998-2005)
- Hennadiy Moroz (en) (1992-1993, 1996-1998, 2002-2003)
- Valentyn Moskvyn (en) (1988-1993, 1994-1996)
- Dmytro Mykhaylenko (en) (1991-1994, 2002-2006)
- Serhiy Nazarenko (1998-2011, 2016)
- Oleksandr Poklonskyi (en) (1996-2004)
- Andriy Polunin (en) (1990-1996, 2002-2003)
- Oleksandr Radchenko (en) (2005-2006)
- Rouslan Rotan (1999-2005, 2008-2017)
- Andriy Rusol (2002-2011)
- Oleksandr Rykun (en) (1997, 2003-2007)
- Yevhen Seleznyov (2009-2011, 2012-2016)
- Yevhen Shakhov (2005-2016)
- Oleh Shelayev (2000-2009)
- Andriy Sidelnikov (en) (1984-1991, 1998)
- Viktor Skripnik (1987-1988, 1994-1996)
- Vadim Tichtchenko (1987-1992)
- Oleh Venhlinskyi (en) (2002-2005)
- Volodymyr Yezerskyi (2001-2007)
- Andriy Yudin (en) (1989-1993, 1994-1996)
- Roman Zozulya (2011-2016)
- Sergueï Kornilenko (2005-2008)
- Douglas (2013-2016)
- Matheus (2011-2016)
- Giuliano (2011-2014)
- Nikola Kalinić (2011-2015)
- Ivan Strinić (2011-2014)
- Jaba Kankava (2007-2015)
- Vitaliy Denisov (2007-2013)
- Bruno Gama (2013-2016)
- Jan Laštůvka (2009-2016)